# Newzealandske tussock-græsområder
De newzealandske tussock-græsområder danner udstrakte og markante landskaber på Sydøen og i mindre grad på den midterste højslette på Nordøen i New Zealand. De planter, man taler om ved at bruge ordet "tussock" er forskellige græsser og halvgræsser af slægterne Rapgræs, Snegræs, Star og Svingel. Det fælles for dem er deres vækstform, dvs. deres evne til at danne høje bundter af næsten døde skud, hvorfra de friske blade skyder frem i toppen.
På den nordlige halvkugle ville man kalde den type plantesamfund for "tørre enge", men i New Zealand kaldes de tussock på grund af disse græsarters dominans. Især er Snegræs meget markante i disse områder. De største eksemplarer kan danne op til 2 m høje tuer. De vokser langsomt og nogle individer bedømmes til at være flere hundrede år gamle.
Note
1. ↑  John Dawson: Forest Vines to Snow Tussocks: The Story of New Zealand Plants, 1988, ISBN 0-86473-047-0

## Eksterne links
- Økologi og pleje af tussock-græsområderne Arkiveret 16. december 2008 hos  Wayback Machine (engelsk)
- Opslaget Grasslands Arkiveret 28. april 2009 hos  Wayback Machine i Te Ara – the Encyclopedia of New Zealand (engelsk)